# Балмазујварош
Балмазујварош (мађ. Balmazújváros) град је у Мађарској. Балмазујварош је један од важнијих градова у оквиру жупаније Хајду-Бихар.
Балмазујварош је имао 17.575 становника према подацима из 2009. године.

## Географија
Град Балмазујварош се налази у јужном делу Мађарске. Од престонице Будимпеште град је удаљен око 210 километара источно. Град се налази у североисточном делу Панонске низије. Надморска висина града је око 90 метара.

## Галерија
- Градско језгро
- Грб Балмазујвароша
- Карта насеља